# Viljandi linnastaadion
Viljandi linnastaadion – wielofunkcyjny stadion znajdujący się w mieście Viljandi, w Estonii. Na tym stadionie swoje mecze rozgrywa drużyna piłkarska JK Viljandi Tulevik. Stadion może pomieścić 2 506 widzów.